# Verket för innovationssystem
Verket för innovationssystem (Vinnova) är en svensk statlig förvaltningsmyndighet, som sorterar under Klimat- och näringslivsdepartementet. 
Vinnova, som bildades 2001, har till uppgift att främja hållbar tillväxt genom finansiering av behovsmotiverad forskning (jämför: tillämpad forskning) och utveckling av effektiva innovationssystem. Myndigheten har ett särskilt ansvar inom teknikområdet samt områdena transport, kommunikation och arbetsliv. Med innovationssystem avses nätverk av offentliga och privata aktörer där ny teknik och kunskap produceras, sprids och används. Vinnova ska verka för nyttiggörande av forskning för att uppnå hållbar tillväxt och stärka Sveriges konkurrenskraft.  Vinnova deltar i JPI Urban Europe-samarbetet.

## Historik
Föregångare till Vinnova var Styrelsen för teknisk utveckling (STU) och Nutek. Styrelsen för teknisk utveckling var ett centralt svenskt ämbetsverk som inrättades 1968. Det samordnade ärenden rörande det statliga stödet till, samt bilaterala samarbeten kring, teknisk och industriell forskning och utveckling. Det övertog uppgifter ifrån sådana statliga organ som Malmfonden, Tekniska forskningsrådet, Svenska uppfinnarkontoret, Institutet för nyttiggörande av forskningsresultat och Stiftelsen för exploatering av forskningsresultaten.
Styrelsen för teknisk utveckling slogs 1991 samman med Statens Industriverk (SIND) och Statens energiverk (STEV) i Närings- och teknikutvecklingsverket (NUTEK), som senare splittrades på fyra myndigheter, där en av dem var det 2001 bildade Verket för innovationssystem (Vinnova).

## Generaldirektörer
- Per Eriksson, 2001–2008
- Lena Gustafsson (tillförordnad), januari–augusti 2009
- Charlotte Brogren, september 2009–oktober 2017[4]
- Leif Callenholm (tillförordnad), oktober 2017–augusti 2018
- Darja Isaksson, augusti 2018–